# Sharlotte Lucas
Sharlotte Lucas (* 5. Juli 1991 in Greymouth) ist eine neuseeländische Radrennfahrerin.

## Sportliche Laufbahn
2015 wurde Sharlotte Lucas neuseeländische Vize-Meisterin im Straßenrennen, im Jahr darauf Dritte im Einzelzeitfahren der nationalen Meisterschaft. 2017 belegte sie bei den neuseeländischen Meisterschaften in Straßenrennen und Einzelzeitfahren jeweils Platz vier.
2018 wurde Lucas Ozeanienmeisterin im Straßenrennen, im Einzelzeitfahren belegte sie Rang drei. Beim Cadel Evans Great Ocean Road Race belegte sie Platz sieben. Bei den Commonwealth Games im selben Jahr wurde sie Vierte im Straßenrennen. Trotz dieser Leistungen wurde sie vom neuseeländischen Radsportverband Cycling New Zealand nicht für die UCI-Straßen-Weltmeisterschaften 2019 in Innsbruck nominiert, worüber sie sehr enttäuscht war. Schließlich wurde sie nachnominiert, sollte aber die Kosten der Reise selbst übernehmen, woraufhin sie von einer Teilnahme absah.
Für die folgende Saison 2019 erhielt Lucas einen Vertrag beim US-amerikanischen Team TIBCO-Silicon Valley Bank. Im März des Jahres wurde sie erneut ozeanische Straßenmeisterin.

## Berufliches
Neben dem Profisport ist Lucas als selbständige Umweltberaterin tätig.

## Erfolge
2018
- Ozeanienmeisterin – Straßenrennen
- Ozeanienmeisterschaft – Einzelzeitfahren

2019
- Ozeanienmeisterin – Straßenrennen

## Teams
- 2019 TIBCO-SVB